# 福井県道208号徳光鯖江線
福井県道208号徳光鯖江線（ふくいけんどう208ごう とくみつさばえせん）は福井県福井市と同県鯖江市を結ぶ一般県道である。

## 路線概要
福井市の旧美山町域と鯖江市市街地を結ぶ役割を担う県道で、鯖江市内では「文殊近松通り」の別名を持つ（こちらも参照）。嶺北東部を網の目状に走る県道の一本であり、この地域の交通を包括的に担っている。嶺北地方は比較的交通が充実しており、どこへでも最短距離に近い箇所へ県道が張り巡らされているが、この周辺の福井市と鯖江市の東側の境は穴となっており、この県道208号を含む3本程度が走るだけとなっている。
路線データ
- 起点 - 福井県鯖江市幸町
- 終点 - 福井県福井市徳光町

## 通過する自治体
- 福井県
  - 福井市 - 鯖江市

## 道路状況
片側2車線が確保された区間やトンネルが貫かれた区間がある一方、クネクネとした山道や案内の無い右左折がある区間など、バリエーションに富んだ路線である。部分部分の利用の多い県道で全体として利用されることは非常に少ない県道である。接続道路が多いこともあり、走りやすい区間のみの利用が目立ち地域によって交通量が大きく変化する道である。ちなみに最も交通量の多い区間は起点直後の国道8号と福井県道229号福井鯖江線を結ぶ区間である。

## 通過する峠
- 榎峠

## 接続道路
- 国道8号（起点）
- 福井県道32号清水美山線（終点）
- 福井県道185号鯖江清水線（起点）
- 福井県道191号鯖江浅水線（重複）

## 沿線
- 三六温泉

## 別名
- 文殊近松通り（鯖江市）